# Déni plausible
Pour le déni plausible en cryptologie et sécurité informatique, voir Déni plausible (cryptologie).
Le déni plausible ou possibilité de nier de façon plausible (« plausible deniability » en anglais) est la possibilité, notamment dans le droit américain, pour des individus (généralement des responsables officiels dans le cadre d'une hiérarchie formelle ou informelle) de nier connaître l'existence d'actions condamnables commises par d'autres dans une organisation hiérarchique ou d'en être responsable si des preuves pouvant confirmer leur participation sont absentes, et ce même s'ils ont été personnellement impliqués ou ont volontairement ignoré ces actions dans un contexte d'ignorance délibérée (en angl. willful ignorance). Le terme implique généralement la préméditation, comme l'établissement intentionnel de conditions permettant d'éviter de  manière plausible la connaissance et responsabilité des actions incriminées.
Aux États-Unis, le « déni plausible » est également un concept juridique. Il se réfère à l'absence de preuve prouvant une allégation. Les standards de preuve varient dans les affaires au civil et au pénal. Dans les affaires civiles, le critère de la preuve est une « prépondérance de la preuve » alors que dans une affaire criminelle, la norme est « au-delà de tout doute raisonnable ». Si la partie plaignante ne peut fournir les preuves de son accusation, le mis en cause peut nier les faits reprochés de manière plausible, même si ceux-ci sont réels.

## Histoire

### Origines
L'idée remonte au moins au XIXe siècle, où Charles Babbage décrit l'importance d'avoir « quelques hommes simplement honnêtes » (« a few simply honest men ») dans un comité pour qu'ils puissent être temporairement retirés des délibérations quand « une question particulièrement délicate se pose » (« a peculiarly delicate question arises ») de façon que l'un d'entre eux puisse « déclarer honnêtement, si nécessaire, qu'il n'était jamais présent à une quelconque réunion où des événements critiquables ont été discutés ».
L'origine du nom remonte à la directive 10/2 de Harry Truman du conseil de sécurité nationale (NSC) le 18 juin 1948 qui définissait les opérations secrètes comme « ... toutes les activités [...] qui sont conduites ou soutenues par ce gouvernement contre les États et groupes étrangers hostiles ou en soutien aux États et groupes alliés, mais qui sont planifiées et exécutées de façon que la responsabilité du gouvernement des États-Unis n'est pas évidente pour les personnes non autorisées et, si découvertes, le gouvernement peut plausiblement nier la responsabilité pour celles-ci ». Durant la présidence de Dwight D. Eisenhower, la directive NSC 10/2 a été incorporée dans celle de NSC 5412/2 au sujet de « Covert Operations » avant d'être déclassifiée en 1977 et déposée aux archives nationales.
L'expression « plausibly deniable » a été utilisée pour la première fois publiquement par le directeur de la Central Intelligence Agency (CIA), Allen Dulles.

### Commission Church
En 1974 et 1975, une commission du Sénat des États-Unis, la Commission Church (Church Committee), a mené une enquête sur les agences de renseignement. Il est révélé dans le rapport d'enquête que la CIA avait projeté d'assassiner les dirigeants de cinq pays étrangers, dont Fidel Castro, et ce sous plusieurs gouvernements, entre 1960 et 1970. Les présidents eux-mêmes n'étaient pas directement impliqués, mais la possibilité de « plausible denial » est évoquée dans le rapport,.

« La non-attribution aux États-Unis d'opérations secrètes était le but initial et principal de la doctrine dite du « déni plausible ». Les éléments de preuve dont dispose le Comité montrent clairement que ce concept, conçu pour protéger les États-Unis et leurs agents des conséquences de révélations publiques, a été élargi pour masquer les décisions du Président et de ses principaux collaborateurs. »

— Commission Church
Le « déni plausible » nécessite la création de structures de pouvoir et de chaînes de commande suffisamment floues pour permettre leur dénégation quand jugé nécessaire. Le principe était que la CIA (et, plus tard, d'autres organismes) pouvait être amenée à mettre en œuvre des ordres critiquables, voire répréhensibles, donnés par de hauts responsables (jusqu'au Président des États-Unis), et que la source de ces ordres puisse être dissimulée, par exemple dans le cas d'une opération ayant mal tourné ou ayant des conséquences négatives.

### Conflit russo-ukrainien
La stratégie de la Russie lors des conflits qui l'opposent à l'Ukraine entre 2014 — annexion de la Crimée en février-mars et guerre du Donbass à partir d'avril 2014 — et l'invasion de 2022 s'est appuyée sur le déni plausible de son intervention militaire. Les unités militaires russes sur le terrain portaient des uniformes sans insigne et ont été présentées par la Russie comme des « résistants locaux ».

## Critiques
Cette doctrine présente au moins cinq défauts majeurs :
- elle est une porte ouverte aux abus d'autorité ; il fallait que les parties impliquées puissent paraître agir de manière indépendante, ce qui, à la fin, équivalait à leur donner la liberté d'agir de manière indépendante[11] ;
- souvent, elle ne fonctionne pas lorsqu'elle est invoquée ; les dénégations ont rarement été plausibles et étaient généralement démasquées par les médias et la population[12]. Un aspect de la crise du Watergate est l'échec répété de la doctrine du déni plausible que l'administration a tenté d'utiliser à plusieurs reprises pour mettre un terme au scandale affectant le président Richard Nixon et ses collaborateurs ;
- elle ne fait qu'accentuer le risque de confusion entre les hauts responsables et leurs subordonnés[13] ;
- si le déni échoue, cela discrédite sérieusement le personnage politique qui l'a invoqué pour sa défense : « It's not the crime, it's the cover-up » (en français : « Ce n'est pas le crime, c'est la dissimulation [du crime] »), expression utilisée lors de l'affaire du Watergate[14] signifiant que la duplicité de la dissimulation est pire que le crime lui-même[citation nécessaire] ;
- s'il réussit, cela crée l'impression que le gouvernement n'est pas aux commandes de l'État puisque les ordres sont venus « d'en haut »[citation nécessaire].